# 虎井まさ衛
虎井 まさ衛（とらい まさえ、1963年〈昭和38年〉 - ）は、東京都生まれの作家である。

## 来歴
法政大学文学部日本文学科卒業。
戸籍上は女性として生まれたが、幼い頃から「自分は男性である」との性自認を持っていた。小学校4年生の時、カルーセル麻紀が性別適合手術を受けたとのニュースを知り、自分もいつか必ず性別適合手術を受けようと決心し、手術費用の貯金を始めた。法政大学在学中は、三島由紀夫の研究を行う傍ら、手術を目指してアルバイトに明け暮れる毎日を送る。大学在学中に執筆した性同一性障害者を主人公にした小説は、『早稲田文学』に掲載された。大学卒業後、単身渡米し性同一性障害の診断を受け、以後、数回にわたって治療・手術のために渡米を繰り返した。
1990年代半ば、性同一性障害の当事者、研究者、支援者らを対象としたミニコミ誌『FTM日本』を創刊。
2000年頃より、戸籍の性別変更を求める運動の先頭に立ち、その結果、国会にて性同一性障害者の性別の取扱いの特例に関する法律（性同一性障害者特例法）が成立。2004年に同法が施行されたのに伴い、戸籍の性別変更の申し立てを行い、法的にも男性として新たな人生のスタートを切った。
テレビドラマ「3年B組金八先生」の第6シリーズに登場する鶴本直（演：上戸彩）は、虎井がモデルになっている。

## 主な著作
- 『女から男になったワタシ』（青弓社）
- 『ある性転換者の記録』（青弓社）
- 『キアヌ・リーヴス！』（青弓社)
- 『トランスジェンダーの時代／性同一性障害の現在』（十月舎)
- 『ある性転換者の幸福論』（十月舎）
- 『多様な「性」がわかる本』（高文研)
- 『男の戸籍をください』（毎日新聞社)
- 『語り継ぐトランスジェンダー史』（十月舎)
- 『性同一性障害って何？』（緑風出版)
- 『性なる聖なる生』（緑風出版)
- 『性同一性障害と戸籍』（緑風出版)

## 出演
- 「ハートをつなごう」 性同一性障害編 （NHK教育）

## 関連人物
- 上川あや（東京都世田谷区区議会議員、MTF）